# Planalto Serrano

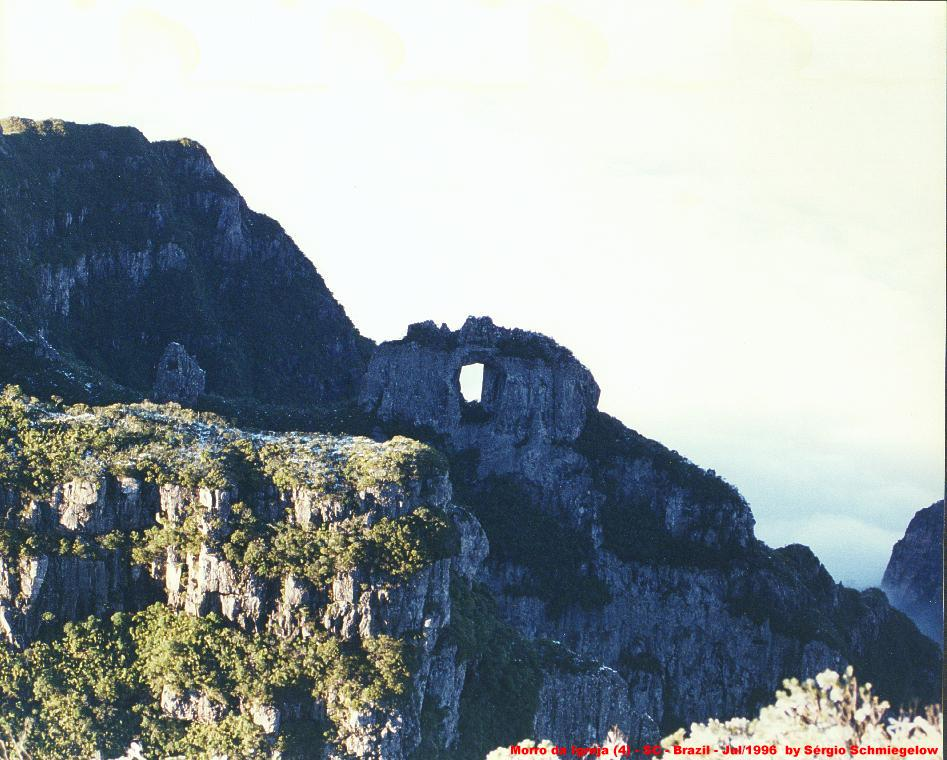
Morro da Igreja

Planalto Serrano (také Serra Santa Catarina) je oblast, která zahrnuje mezoregiony v západní a severní části brazilského státu Santa Catarina.
Oblast je vzdálená asi 100 km od pobřeží státu, s horami vysokými několik tisíc metrů a má mírné subtropické podnebí. Byla zde naměřena nejnižší teplota v Brazílii - v Morro da Igreja bylo v roce 1996 neoficiálně naměřeno −17,8 °C. 
18 obcí, které tvoří Serra Santa Catarina, zaujímá plochu více než 16 000 km², což odpovídá 17% území Santa Catariny. Region má asi 280 000 obyvatel, což představuje 5% z celkového počtu obyvatel Santa Catariny. 
Vrstvy čediče (vyvřelé lávy) se střídají s vrstvami pískovců, povrch plošiny mírně klesá směrem k západu. Řeky, které ústí do Paraná, zde vytvořily hluboká údolí.
Hospodářské činnosti jsou spojeny s chovem dobytka, zemědělstvím a zejména s cestovním ruchem, který je spojován s nádhernými scenériemi a sněhem, který padá v některých místech.
Dvě významná města jsou:
- São Joaquim: Nachází se uprostřed národního parku s rozlohou více než 49 000 hektarů, město přitahuje turisty v zimních měsících. Je považováno za nejchladnější město v Brazílii.
- Lages: Průkopnické město venkovské turistiky s typickou gaučovskou kulturou a italskou kuchyní.